# Chromate de sodium
Le chromate de sodium est un composé jaune utilisé comme inhibiteur de corrosion dans l'industrie du pétrole.